# Спешная марка

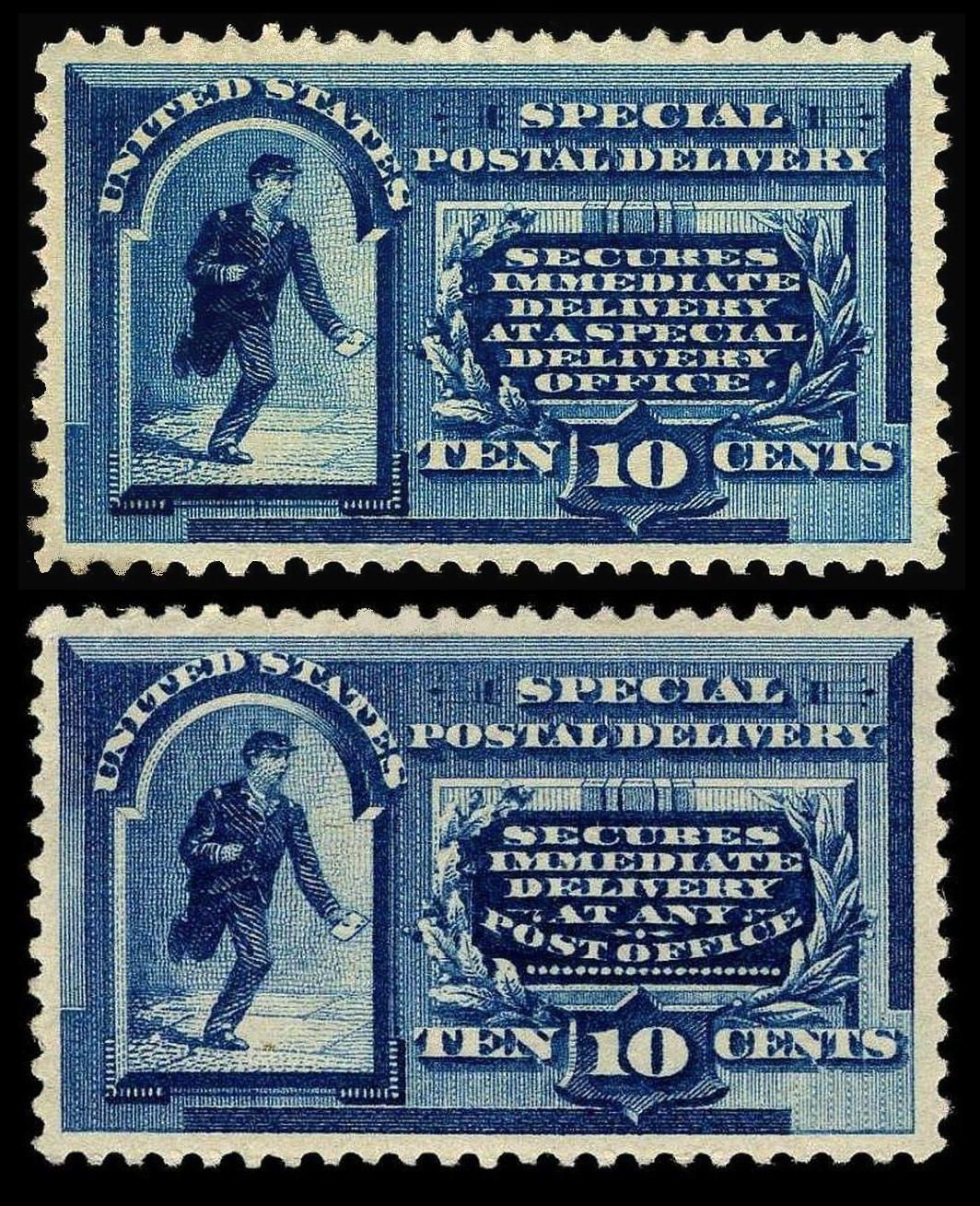
Первые спешные марки. США, 1885 (два типа)

Спешная марка (или экспрессная марка, марка экспресс-почты, марка спешной почты, марка срочной доставки) — особый вид почтовых марок специального назначения, служащих для оплаты почтовых отправлений, которые пересылаются спешной почтой (или экспресс-почтой).

## Описание
Спешные марки выделяются соответствующим рисунком и (или) текстом «Экспресс» на соответствующих языках. Характерными мотивами рисунков таких марок являются, например, крылатый конь (Пегас), почтальон на мотоцикле, голова Гермеса в шлеме с крылышками. На спешных марках разных государств могут присутствовать следующие надписи, указывающие на их предназначение:
- англ. «Express», «Special Delivery»,
- исп. «Urgente», «Urgencia», «Extra rapido», «Entrega immediata», «Entrega especial».
- итал. «Espresso»,
- нем. «Eilmark», «Eilpost»;
- фр. «Exprès»[3].

## История

### Спешные марки в США
Впервые спешные марки появились в США в 1885 году, когда Конгресс предписал использование «специальной марки номиналом в десять центов … [которая] при наклеивании на письмо в дополнение к законным знакам почтовой оплаты … считается дающей такому письму право на срочную доставку».
Первая спешная марка имела надпись англ. «Special delivery» («Специальная доставка»). Она была отпечатана Американской банкнотной компанией и вышла в свет 1 октября 1885 года. Её нельзя было использовать для предварительной оплаты почтового сбора или иной услуги. На марке имеется надпись: «Обеспечивает спешную доставку в отделение спешной почты» («Secures immediate delivery at a special delivery office»).
В 1886 году спешная доставка была распространена на все почтовые отделения и была разработана новая марка. Она была идентична первому выпуску 1885 года за исключением надписи: «Обеспечивает спешную доставку в любое почтовое отделение» («Secures immediate delivery at any post office»). Однако почтовое ведомство отложило выпуск новой марки до 1888 года, чтобы до этого распродать запасы марок первого выпуска. При этом использование таких марок имело свои недостатки. Спешная почта обслуживала только населённые пункты с численностью жителей свыше 4 тысяч и не гарантировала доставку к определённому времени. Чтобы быть действительной, спешная марка должна была наклеиваться на конверт наряду с другими знаками почтовой оплаты и не могла быть использована для предоплаты обычного почтового и авиапочтового тарифа.

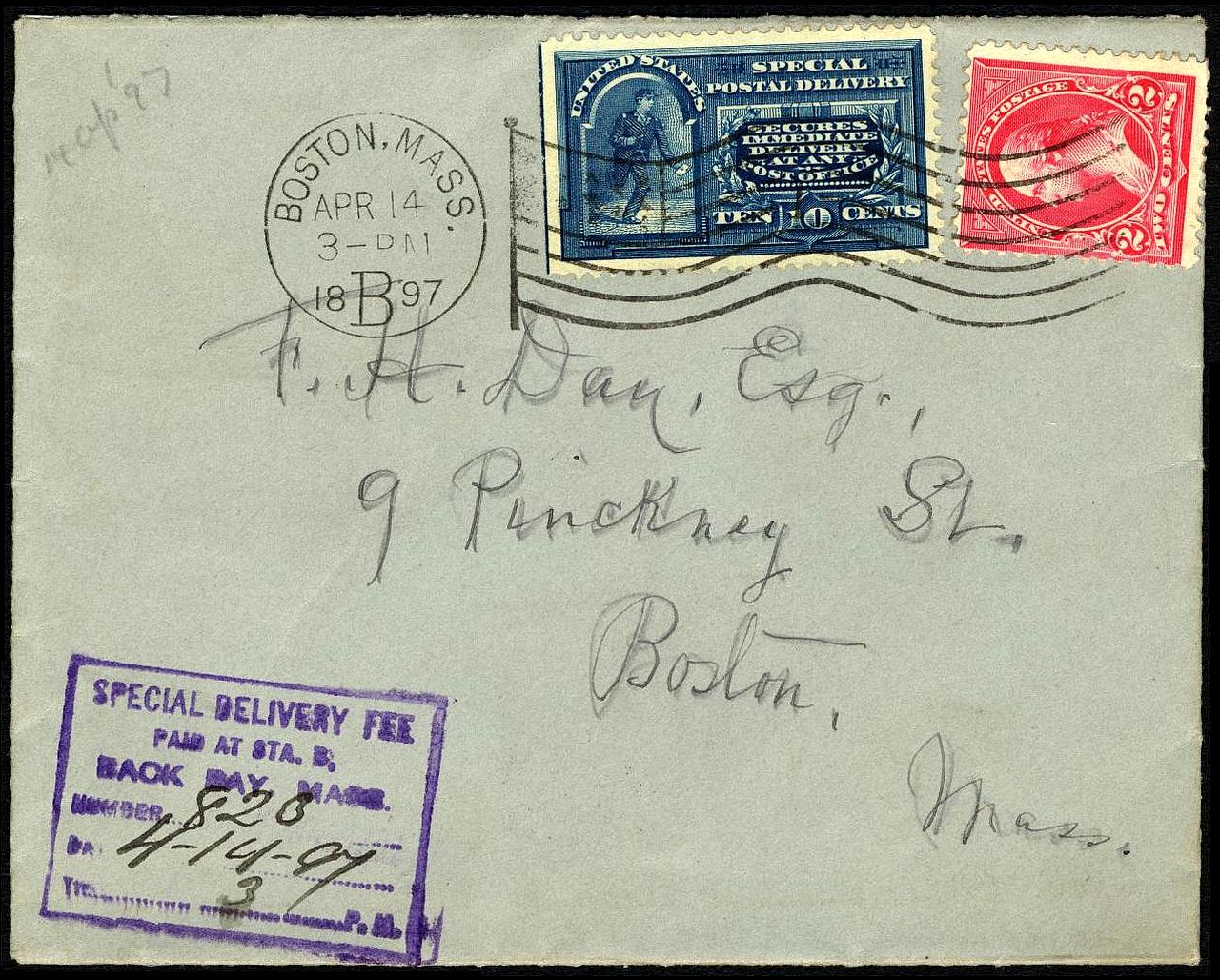
Пример обязательного одновременного франкирования конверта обычной и спешной марками США

Всего было эмитировано пять отличающихся друг от друга выпусков с изображением бегущего курьера. Начиная с 1902 года и в течение последующих 20 лет, курьерам спешной почты выдавали велосипеды для доставки почтовых отправлений, поэтому в этом году вышла марка с изображением курьера, доставляющего почту на велосипеде.
В 1908 году в рисунке спешных марок кратковременно использовался шлем бога Меркурия, за что саму марку часто называли «Весёлой вдовой» — по названию популярной оперетты Ф. Легара, в которой ведущая певица выступала в большой шляпке. Затем на марки снова вернулся велосипед, при этом последующие выпуски отличались зубцовкой и водяными знаками. Эта серия закончилась в 1922 году, когда на марках был изображён курьер на мотоцикле, которого в 1925 году сменило изображение грузового автомобиля. В последующие годы снова появлялись изображения грузового автомобиля и мотоцикла по мере изменения тарифов и появления разновидностей в цвете, способе печати и зубцовке.
Наконец в 1954 году в обращение поступили спешные марки с изображением рук, передающих письмо. На последнем изображении, вышедшем в 1969 году, были изображены стрелы. Всего филателисты насчитывают 23 отдельных выпуска спешных марок США за период с 1885 года по 1971 год. Кроме того, в 1930-е годы в США были выпущены три спешные марки авиапочты (Airmail Special Delivery), два обычных выпуска и один беззубцовый, специально выпущенный генеральным почтмейстером Джеймсом Фарли. В гашёном виде ни одна из спешных марок США не являются особенно редкими.
7 июня 1997 года Почтовая служба США прекратила оказание услуги спешной почты, в результате чего в обращении осталось много неиспользованных спешных марок, более непригодных для оплаты почтовых сборов. Оставшиеся марки было разрешено вернуть обратно почтовому ведомству по номинальной стоимости, поскольку «услуги не были оказаны».

| Издания 1885, 1888, 1902 и 1908 годов |

| Издания 1922, 1944, 1925 и 1944 годов |

| Выпуск 1925 года |

| Издания 1954, 1957, 1969 и 1971 годов |

| Часть пробного оттиска марочного листа (1893) |

### Спешные марки в СССР
В СССР спешные марки выпускались в 1932 и 1933 годах. Первую серию составляли три марки номиналом 5, 10 и 80 копеек с надписью «Exprès — Спешная почта».
| Спешные почтовые марки СССР (1932). Художник И. Дубасов | Спешные почтовые марки СССР (1932). Художник И. Дубасов | Спешные почтовые марки СССР (1932). Художник И. Дубасов |
| ------------------------------------------------------- | ------------------------------------------------------- | ------------------------------------------------------- |
|                                                         |                                                         |                                                         |

Две спешные марки второй серии предназначались для авиапочты и имели надпись «СССР — Авиаэкспресс». В частности, именно этими марками оплачивалась корреспонденция, пересылаемая первым авиарейсом из Земли Франца-Иосифа. Марки этого полёта гасились двумя специальными почтовыми штемпелями.

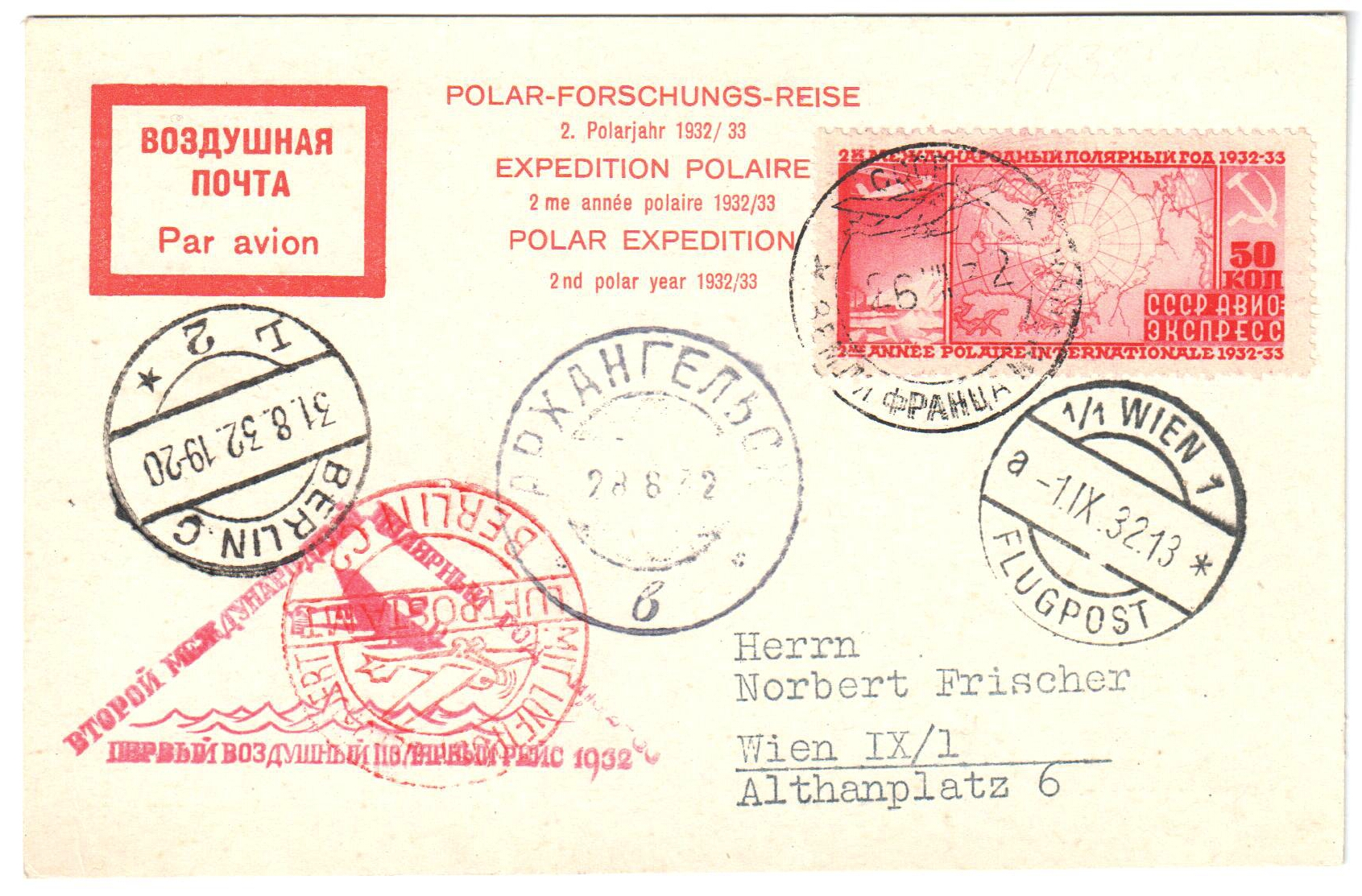
Почтовая карточка, франкированная авиапочтовой экспрессной маркой СССР в честь 2-го Международного полярного года, которая была отправлена 26 августа 1932 года с Земли Франца Иосифа в Архангельск, а затем в Берлин и Вену и имеет оттиск треугольного штампа «Второй международный полярный год 1932—33. Первый воздушный полярный рейс 1932»

## Другие виды спешных марок
Известны спешные марки в сочетании с другими дополнительными услугами или тарифами, такие как спешные марки авиапочты и спешные марки для печатных изданий. Выпускались также спешные марки для специальных почтовых учреждений: спешные марки полевой почты, спешные марки полевой авиапочты, спешные марки военной почты. Спешные марки с надбавкой были эмитированы в 1932 году Италией.
В Бельгии в 1874—1887 годах для оплаты спешной доставки применялись телеграфные марки.

### Спешные марки авиапочты
К спешным маркам авиапочты относятся особые почтовые марки, предназначенные для пересылки отправлений спешной почты по воздуху. Наземную доставку оплаченных такими марками почтовых отправлений до аэропорта и от него осуществляли специальные нарочные.
Спешные марки авиапочты эмитировались редко:
- в Италии — в 1932—1945 годах,
- бразильской авиакомпанией VARIG — в 1929—1934 годах[12][13].

### Спешные марки для печатных изданий
Спешные марки для печатных изданий служили для оплаты дополнительного почтового сбора за ускоренную пересылку бандеролей с печатными изданиями.
Такие марки использовались, в частности, в Австрии, в Боснии и Герцеговине в 1916—1918 годах. Известен также выпуск полевой почты для Италии в 1916—1919 годах. Впоследствии их использовали в качестве обычных универсальных марок.